# 梅里亚语
梅里亚语（俄语：Мерянский язык）是乌拉尔语系芬兰-乌戈尔语族中一门已灭绝的语言。约一千年前梅里亚人曾居住在现今俄罗斯莫斯科地区。他们在16世纪就融合至斯拉夫人之中，并采用了斯拉夫语。有文献记载18世纪时在伊万诺沃、科斯特羅馬和雅罗斯拉夫尔等地方还有人说梅里亚语，但并没有确切的证据来证明。

## 地名中的梅里亚语痕迹

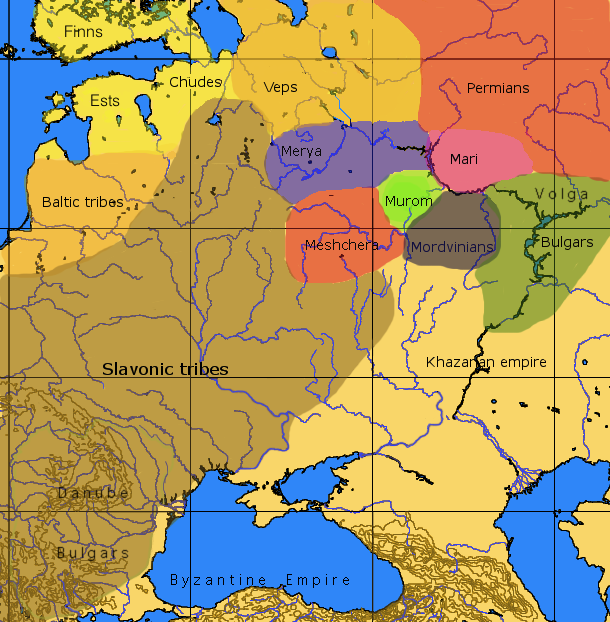
俄罗斯古代民族的居住区域，梅里亚人的区域在图中标识为“Merya”

如同亲属语言穆罗玛语及梅谢拉语一样，梅里亚语也在斯拉夫人1000至1200年代扩张时遭受了同样的灭顶之灾。虽然在语言上这些民族完全融合至俄罗斯人当中去了，但在一些地名中还留下了痕迹。例如莫斯科、伏尔加河和謝利格爾湖等地名可能源自梅里亚语，虽然莫斯科河及伏尔加河的词源也有其它解释。

## 语言分类
梅里亚语在芬兰-乌戈尔语族中的分类还有争议。之前梅里亚语被认为是属于伏尔加芬兰语支，但现今被认为跟芬兰语支和萨米语支有更近的亲属关系。有教授（Eugene Helimski）认为梅里亚语源自类似“早期原始芬兰语”的语言，该语言是芬兰-乌戈尔语族西北分支的原始语。